# Андовер (Нью-Йорк)
Андовер (англ. Andover) — місто (англ. town) в США, в окрузі Аллегені штату Нью-Йорк. Населення — 1615 осіб (2020).

## Демографія
Згідно з переписом 2010 року, у місті мешкало 1830 осіб у 702 домогосподарствах у складі 500 родин. Було 898 помешкань
Расовий склад населення:
| - 97,6 % — білих - 0,3 % — чорних або афроамериканців - 0,2 % — азіатів - 0,1 % — вихідців з тихоокеанських островів - 0,1 % — корінних американців |

До двох чи більше рас належало 1,3 %. Частка іспаномовних становила 1,3 % від усіх жителів.
За віковим діапазоном населення розподілялося таким чином: 27,2 % — особи молодші 18 років, 58,4 % — особи у віці 18—64 років, 14,4 % — особи у віці 65 років та старші. Медіана віку мешканця становила 39,5 року. На 100 осіб жіночої статі у місті припадало 96,8 чоловіків;  на 100 жінок у віці від 18 років та старших — 97,6 чоловіків також старших 18 років.
Середній дохід на одне домашнє господарство  становив 57 910 доларів США (медіана — 52 639), а середній дохід на одну сім'ю — 69 925 доларів (медіана — 64 408). Медіана доходів становила 48 068 доларів для чоловіків та 35 893 долари для жінок. За межею бідності перебувало 10,7 % осіб, у тому числі 11,5 % дітей у віці до 18 років та 4,9 % осіб у віці 65 років та старших.
Цивільне працевлаштоване населення становило 740 осіб. Основні галузі зайнятості: освіта, охорона здоров'я та соціальна допомога — 36,2 %, виробництво — 12,4 %, роздрібна торгівля — 9,3 %, будівництво — 8,1 %.